# Сасари (округ)
Округ Сасари (итал. Provincia di Sassari, на месном говору, Provìntzia de Tàtari) је округ у оквиру покрајине Сардинија у западној Италији. Седиште округа и највеће градско насеље је истоимени град Сасари, истовремено и други по величини и значају град на острву.
Површина округа је 7.692 км², а број становника 491.571 (2019. године).

## Природне одлике
Округ Сасари чини северозападни део острва и историјске области Сардиније. Он се налази у западном делу државе, са изласком на Средоземно море на северу и западу. Округ је у северном делу равничарски - друга по величини равница на острву, Нура. Јужни део округа је брдског карактера и познат под називом Логудоро.
На крајњем северозападу округа пружа се острвље Азинара.

## Становништво
По последњим проценама из 2008. године у округу Сасари живи преко 330.000 становника. Густина насељености је мала до средња, око 80 ст/км². Северни, равничарски део округа је боље насељен, нарочито око града Сасарија. Јужни део округа, као брдски и каменит, је ређе насељен и слабије развијен.
Поред претежног италијанског становништва у западном делу округа, око града Алгера, живи и каталонско становништво, досељено овде још у средњем веку. У округу живе и известан број досељеника из свих делова света.

## Општине и насеља
У округу Сасари постоји 92 општина (итал. Comuni).
Најважније градско насеље и седиште округа је град Сасари (130.000 ст.) у северном делу округа, а друго по величини је Алгеро (41.000 ст.) у западном делу округа.